# Murilo Elbas
Murilo Elbas é um ator brasileiro.

## Televisão
- 2012 Avenida Brasil - Branco
- 2012 O Brado Retumbante - Policial
- 2011 Morde & Assopra - Patrão de Guilherme
- 2011 Insensato Coração - Policial que lidera a invasão ao cassino clandestino de Afrânio
- 2010 Separação?! - Cabo Neves
- 2009 Toma Lá, Dá Cá - Policial
- 2009 Força-Tarefa - Policial corrupto
- 2008 A Grande Família - Guarda
- 2007 Tropa de Elite-Coronel Antunes
- 2006 Prova de Amor - Pregão (Rede Record)
- 2004/05 A Diarista - Capanga (2 episódios)
- 2004/05 Malhação - Leonel (Taxista)
- 2005 Linha Direta Marco Antônio Petitt (Episódio: Operação Prato)
- 2004 Da Cor do Pecado - Médico do sanatório
- 2003 Kubanacan - Delegado (participação especial)
- 2003 Mulheres Apaixonadas - Djalma
- 2002 Coração de Estudante - Oficial de justiça
- 2002 O Quinto dos Infernos - Guarda
- 2000 O Cravo e a Rosa - Rufino
- 1999 Andando nas Nuvens - Aurélio
- 1998 Mandacaru - Marinheiro (Rede Manchete)
- 1994 Você Decide (1 episódio)

## Cinema
- 2016 Dumbo & Jumbo 2 - Marcelo / Capitão Roberto